# André Morellet
André Morellet (ur. 7 marca 1727 W Lyonie, zm. 12 stycznia 1819 w Paryżu) – francuski ekonomista, pamiętnikarz i filozof.

## Życiorys
Kształcony u jezuitów i potem na Sorbonie. Przyjął święcenia bez wielkiego przekonania.
Był autorem pamfletu – odpowiedzi na wymierzoną przeciw filozofom sztukę Charles Palissota Les Philosophes, co skończyło się dla Morelleta krótkim pobytem w Bastylii.
Pochowany na Cmentarzu Père-Lachaise. Po jego śmierci wydano jego pamiętniki: Mémoires sur le XVIIIe siècle et la Révolution (1821).